# Friedrich Mevius
Friedrich Mevius (* 9. Mai 1576 in Greifswald; † 7. Juli 1636 ebenda) war ein deutscher Jurist und Hochschullehrer.
Friedrich Mevius war ein Sohn des pommerschen Professors der Rechte Thomas Mevius (1524–1580) und dessen Ehefrau Anna Falck (1543–1614). Er wurde 1605 als außerordentlicher Professor der Rechte an die Universität Greifswald berufen. Am 16. Juni 1607 wurde er promoviert. 1619 wurde er zum ordentlichen Professor berufen und hatte den Lehrstuhl bis zu seinem Tode inne.
1607 heiratete er Elisabeth Rhaw (1579–1640), eine Tochter des Professors Balthasar Rhaw (1527–1601). David, der zweite Sohn des Paares, wurde ebenfalls Jurist.
Davids Sohn Friedrich wurde in Schweden Generalmajor.

## Erläuterungen
1. ↑  nach NDB nicht 1636, sondern 1635

| Vorgänger              | Amt                                       | Nachfolger      |
| ---------------------- | ----------------------------------------- | --------------- |
| Barthold von Krakevitz | Rektor der Universität Greifswald 1621/22 | Johann Eberhard |
| Bartholomäus Battus    | Rektor der Universität Greifswald 1631/32 | Johann Schöner  |

| Personendaten    | Personendaten                        |
| ---------------- | ------------------------------------ |
| NAME             | Mevius, Friedrich                    |
| KURZBESCHREIBUNG | deutscher Jurist und Hochschullehrer |
| GEBURTSDATUM     | 9. Mai 1576                          |
| GEBURTSORT       | Greifswald                           |
| STERBEDATUM      | 7. Juli 1636                         |
| STERBEORT        | Greifswald                           |